# 和田駅

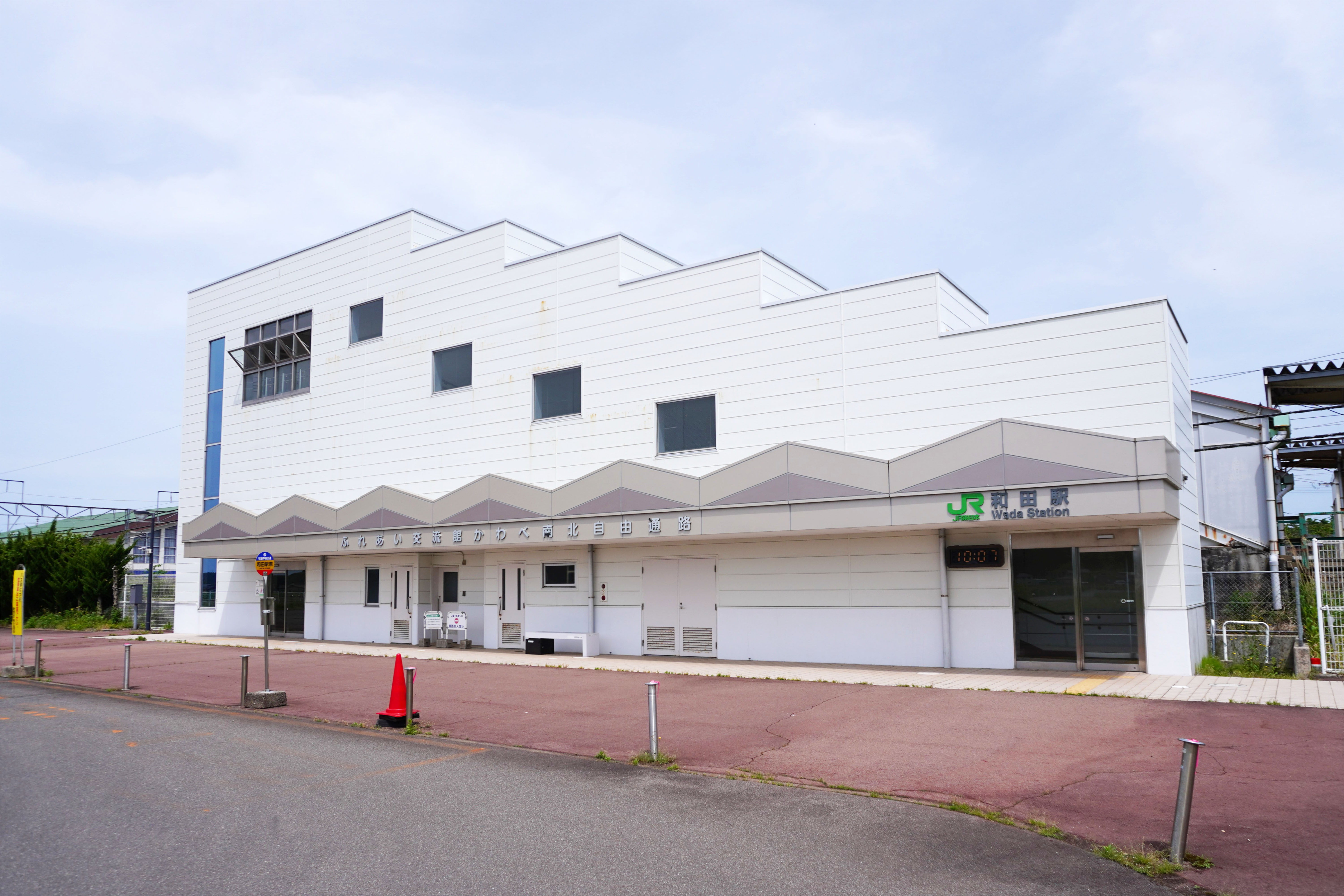
南口（2024年5月）

和田駅（わだえき）は、秋田県秋田市河辺和田上中野にある、東日本旅客鉄道（JR東日本）奥羽本線の駅である。

## 歴史
- 1903年（明治36年）10月1日：国鉄の駅として河辺郡和田村に開業[新聞 1]。
- 1904年（明治37年）8月26日：和田電信取扱所を開設[2]。公衆電報の取り扱いを開始。
- 1915年（大正4年）3月1日：和田電信取扱所を廃止[3]。
- 1978年（昭和53年）9月20日：貨物の取り扱いを廃止[4]。
- 1984年（昭和59年）2月1日：荷物の扱いを廃止[4]。
- 1986年（昭和61年）11月1日：駅員無配置駅となり[5]、簡易委託化[新聞 2]。
- 1987年（昭和62年）4月1日：国鉄分割民営化により、JR東日本の駅となる。
- 2003年（平成5年）2月1日：橋上駅舎の使用を開始[6][7]。
- 2011年（平成23年）3月20日：キヨスクが閉店。跡地には自動販売機が入った。
- 2016年（平成28年）3月26日：ダイヤ改正による快速列車の停車駅の見直しに伴い、快速列車の停車駅となる[報道 1]。
- 2023年（令和5年）5月27日：秋田駅方面においてICカード「Suica」の利用が可能となる[報道 2][報道 3]。
- 2024年（令和6年）10月1日：えきねっとQチケのサービスを開始[1][報道 4]。

## 駅構造
相対式ホーム2面2線を有する地上駅である。秋田新幹線開業前は2面3線であった。北側には横取線が2線ある。また、駅舎側には秋田新幹線の一線スルーの交換設備があり、駅南側には保守用留置線2本と除雪車用の留置線がある。除雪車用の留置線には車庫があり2階部分に詰所がある。駅舎は橋上駅舎となっている。
秋田駅が管理し、秋田市役所が業務を受託する簡易委託駅である。自動券売機は設置されておらず、入出場兼用簡易Suica改札機と窓口がある。窓口では普通乗車券（学割など対応）、定期券（Suica不可）、補充券などを発売している。南北自由通路を兼ね備えた橋上駅舎を有し、北口1階には秋田市の施設「ふれあい交流館かわべ」を併設（施設職員は、交代で同駅業務を兼務）のほか、2階には待合所が設置されている。かつてはキヨスクが存在していたが閉店し、飲料用自動販売機に置き換わっている。

### のりば
| 番線 | 路線      | 方向 | 行先           |
| ---- | --------- | ---- | -------------- |
| 1    | ■奥羽本線 | 上り | 大曲・湯沢方面 |
| 2    | ■奥羽本線 | 下り | 秋田方面       |

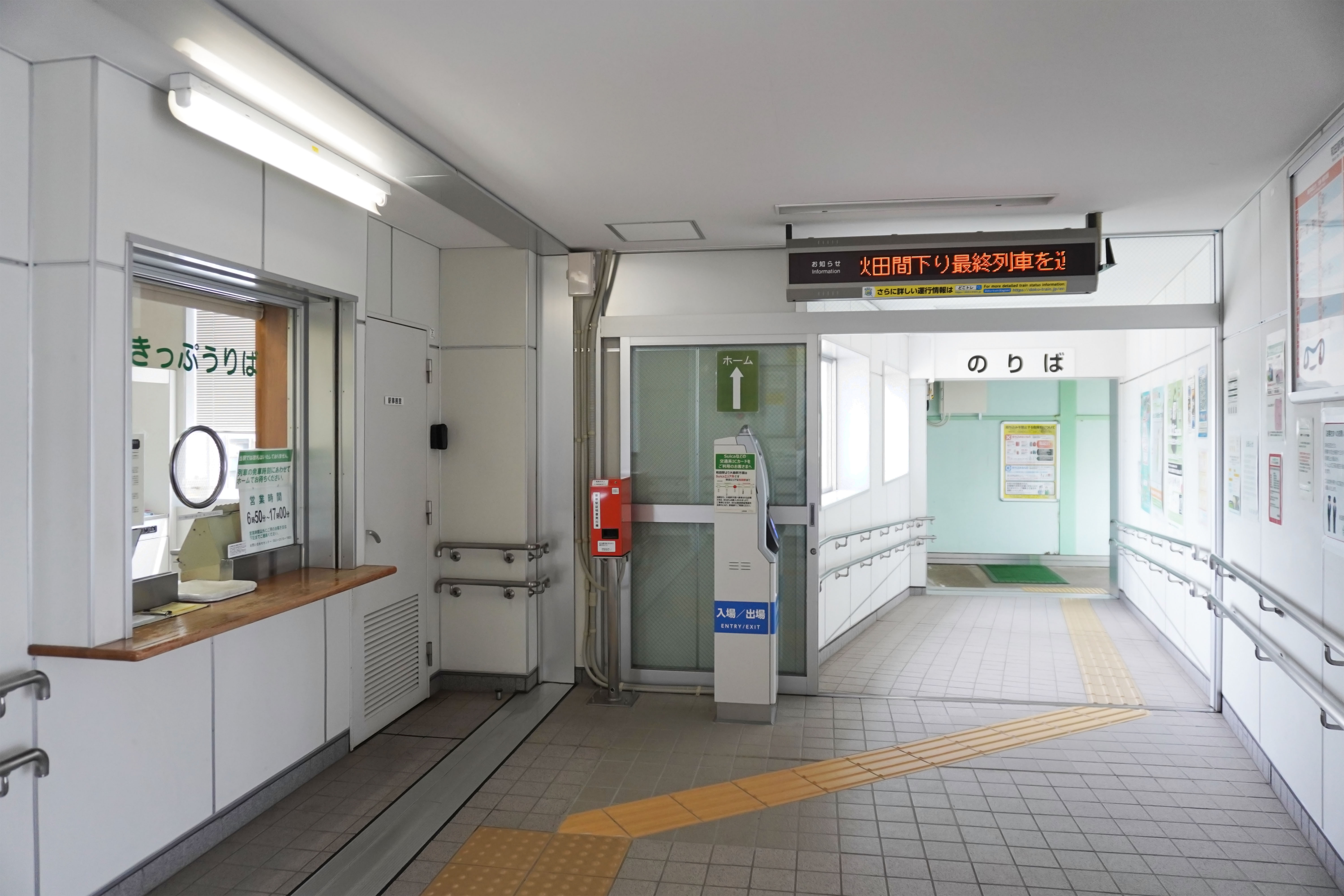
改札口（2024年5月）
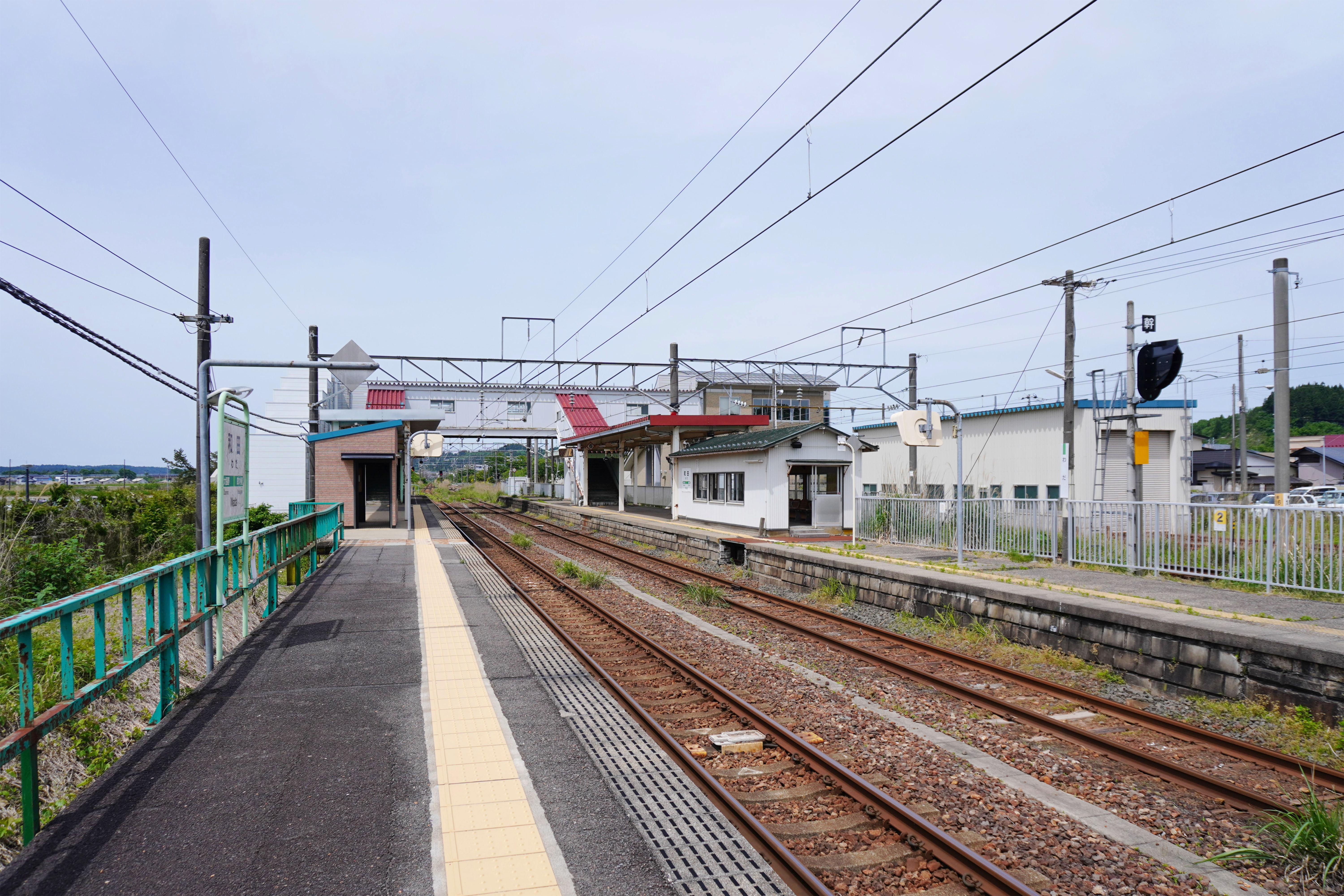
ホーム（2024年5月）

## 利用状況
JR東日本によると、2023年度（令和5年度）の1日平均乗車人員は296人である。
2000年度（平成12年度）以降の推移は以下のとおりである。
| 1日平均乗車人員推移 | 1日平均乗車人員推移 | 1日平均乗車人員推移 | 1日平均乗車人員推移 | 1日平均乗車人員推移 |
| 年度                | 定期外              | 定期                | 合計                | 出典                |
| ------------------- | ------------------- | ------------------- | ------------------- | ------------------- |
| 2000年（平成12年）  |                     |                     | 469                 | [ 利用客数 2 ]      |
| 2001年（平成13年）  |                     |                     | 470                 | [ 利用客数 3 ]      |
| 2002年（平成14年）  |                     |                     | 434                 | [ 利用客数 4 ]      |
| 2003年（平成15年）  |                     |                     | 433                 | [ 利用客数 5 ]      |
| 2004年（平成16年）  |                     |                     | 432                 | [ 利用客数 6 ]      |
| 2005年（平成17年）  |                     |                     | 446                 | [ 利用客数 7 ]      |
| 2006年（平成18年）  |                     |                     | 454                 | [ 利用客数 8 ]      |
| 2007年（平成19年）  |                     |                     | 470                 | [ 利用客数 9 ]      |
| 2008年（平成20年）  |                     |                     | 455                 | [ 利用客数 10 ]     |
| 2009年（平成21年）  |                     |                     | 420                 | [ 利用客数 11 ]     |
| 2010年（平成22年）  |                     |                     | 397                 | [ 利用客数 12 ]     |
| 2011年（平成23年）  |                     |                     | 380                 | [ 利用客数 13 ]     |
| 2012年（平成24年）  | 98                  | 279                 | 377                 | [ 利用客数 14 ]     |
| 2013年（平成25年）  | 99                  | 261                 | 361                 | [ 利用客数 15 ]     |
| 2014年（平成26年）  | 97                  | 224                 | 322                 | [ 利用客数 16 ]     |
| 2015年（平成27年）  | 97                  | 228                 | 325                 | [ 利用客数 17 ]     |
| 2016年（平成28年）  | 92                  | 232                 | 325                 | [ 利用客数 18 ]     |
| 2017年（平成29年）  | 85                  | 244                 | 330                 | [ 利用客数 19 ]     |
| 2018年（平成30年）  | 86                  | 244                 | 331                 | [ 利用客数 20 ]     |
| 2019年（令和元年）  | 68                  | 223                 | 291                 | [ 利用客数 21 ]     |
| 2020年（令和02年）  | 44                  | 198                 | 242                 | [ 利用客数 22 ]     |
| 2021年（令和03年）  | 51                  | 209                 | 260                 | [ 利用客数 23 ]     |
| 2022年（令和04年）  | 61                  | 213                 | 274                 | [ 利用客数 24 ]     |
| 2023年（令和05年）  | 70                  | 226                 | 296                 | [ 利用客数 1 ]      |

## 駅周辺
- ボートピア河辺（競艇場外発売場）
- 秋田空港（バス路線はなく、徒歩でも遠いため、秋田駅からのリムジンバスを利用のこと）
- 国道13号
- 秋田市立河辺中学校
- マックスバリュ河辺店（イオン東北運営）
- 秋田市河辺市民サービスセンター（旧・河辺町役場）
- 秋田市立中央図書館明徳館河辺分館（ほくとライブラリー明徳館河辺分館、旧愛称：せせらぎライブラリー）
- 和田郵便局 - 徒歩5分
- 国際教養大学 - 車で10分、南口より路線バスもある（下記参照）。
- 秋田県道175号和田停車場線
- 秋田銀行河辺支店
- 秋田なまはげ農業協同組合河辺支店
- 秋田市立河辺小学校

## バス路線
和田駅前（北口）
- 高尾ハイヤー（駅前より連絡）
  - 秋田市マイタウン・バス南部線河辺地域Aコース（イオンモール秋田行き、日赤病院前行き、シルバーエリア前行き、岩見三内行き）
  - 秋田市マイタウン・バス南部線河辺地域Cコース（畑ノ沢行き、事前予約制）

和田駅前（南口）
- 秋田中央交通
  - 国際教養大学線

かつては秋田中央交通（駅前より連絡）秋田駅とを連絡する「わだ線」が駅前より発着していたが、2019年（平成31年）3月31日までにルート変更、廃止された。

## その他
- 駅の近くを流れる岩見川の上流部の支流「三内川」には、1970年（昭和45年）まで国鉄の水力発電所（秋田電気区三内川発電支区）が存在した。発電した電力は主に土崎工場で利用していた。
- 駅付近には和田営林署和田貯木場があり、岩見川沿いに岩見森林鉄道が1921年（大正10年）から建設され、1967年（昭和42年）に全廃となった[9]。

## 隣の駅
東日本旅客鉄道（JR東日本）
■奥羽本線
□快速（下り1本のみ）
刈和野駅 → 和田駅 → 四ツ小屋駅
■普通
大張野駅 - 和田駅 - 四ツ小屋駅

### 記事本文

#### 報道発表資料
1. ↑  「2016年3月ダイヤ改正について (PDF)」（プレスリリース）、東日本旅客鉄道秋田支社、2015年12月18日、5頁。2016年3月21日閲覧。
2. 1 2  「2023年5月27日（土）北東北3エリアでSuicaがデビューします! (PDF)」（プレスリリース）、東日本旅客鉄道盛岡支社／東日本旅客鉄道秋田支社、2022年12月12日。2022年12月12日閲覧。
3. ↑  「北東北3県におけるSuicaご利用エリアの拡大について ～2023年春以降、青森・岩手・秋田の各エリアでSuicaをご利用いただけるようになります～ (PDF)」（プレスリリース）、東日本旅客鉄道、2021年4月6日。2021年4月6日閲覧。
4. ↑  「Suicaエリア外もチケットレスで! 東北エリアから「えきねっとQチケ」がはじまります (PDF)」（プレスリリース）、東日本旅客鉄道、2024年7月11日。2024年8月4日閲覧。

#### 新聞記事
1. 1 2  「和田驛」『秋田魁新報』秋田魁新報社、1903年10月3日、朝刊、2面。
2. ↑  「12直営駅を合理化」『秋田魁新報』秋田魁新報社、1986年5月25日、朝刊、15面。

### 利用状況
1. 1 2  「各駅の乗車人員 2023年度 101位以下（7）| 企業サイト：JR東日本」東日本旅客鉄道。2025年7月17日閲覧。
2. ↑  「JR東日本：各駅の乗車人員（2000年度）」東日本旅客鉄道。2025年7月17日閲覧。
3. ↑  「JR東日本：各駅の乗車人員（2001年度）」東日本旅客鉄道。2025年7月17日閲覧。
4. ↑  「JR東日本：各駅の乗車人員（2002年度）」東日本旅客鉄道。2025年7月17日閲覧。
5. ↑  「JR東日本：各駅の乗車人員（2003年度）」東日本旅客鉄道。2025年7月17日閲覧。
6. ↑  「JR東日本：各駅の乗車人員（2004年度）」東日本旅客鉄道。2025年7月17日閲覧。
7. ↑  「JR東日本：各駅の乗車人員（2005年度）」東日本旅客鉄道。2025年7月17日閲覧。
8. ↑  「JR東日本：各駅の乗車人員（2006年度）」東日本旅客鉄道。2025年7月17日閲覧。
9. ↑  「JR東日本：各駅の乗車人員（2007年度）」東日本旅客鉄道。2025年7月17日閲覧。
10. ↑  「JR東日本：各駅の乗車人員（2008年度）」東日本旅客鉄道。2025年7月17日閲覧。
11. ↑  「JR東日本：各駅の乗車人員（2009年度）」東日本旅客鉄道。2025年7月17日閲覧。
12. ↑  「JR東日本：各駅の乗車人員（2010年度）」東日本旅客鉄道。2025年7月17日閲覧。
13. ↑  「JR東日本：各駅の乗車人員（2011年度）」東日本旅客鉄道。2025年7月17日閲覧。
14. ↑  「JR東日本：各駅の乗車人員（2012年度）」東日本旅客鉄道。2025年7月17日閲覧。
15. ↑  「各駅の乗車人員 2013年度 ベスト100以外（7）：JR東日本」東日本旅客鉄道。2025年7月17日閲覧。
16. ↑  「各駅の乗車人員 2014年度 ベスト100以外（7）：JR東日本」東日本旅客鉄道。2025年7月17日閲覧。
17. ↑  「各駅の乗車人員 2015年度 ベスト100以外（7）：JR東日本」東日本旅客鉄道。2025年7月17日閲覧。
18. ↑  「各駅の乗車人員 2016年度 ベスト100以外（7）：JR東日本」東日本旅客鉄道。2025年7月17日閲覧。
19. ↑  「各駅の乗車人員 2017年度 ベスト100以外（7）：JR東日本」東日本旅客鉄道。2025年7月17日閲覧。
20. ↑  「各駅の乗車人員 2018年度 ベスト100以外（7）：JR東日本」東日本旅客鉄道。2025年7月17日閲覧。
21. ↑  「各駅の乗車人員 2019年度 ベスト100以外（7）：JR東日本」東日本旅客鉄道。2025年7月17日閲覧。
22. ↑  「各駅の乗車人員 2020年度 101位以下（7）| 企業サイト：JR東日本」東日本旅客鉄道。2025年7月17日閲覧。
23. ↑  「各駅の乗車人員 2021年度 101位以下（7）| 企業サイト：JR東日本」東日本旅客鉄道。2025年7月17日閲覧。
24. ↑  「各駅の乗車人員 2022年度 101位以下（7）| 企業サイト：JR東日本」東日本旅客鉄道。2025年7月17日閲覧。